# 观斗苗族乡
观斗苗族乡，是中华人民共和国四川省宜宾市珙县下辖的一个乡镇级行政单位。

## 行政区划
观斗苗族乡下辖以下地区：
前进社区村、白仁村、幸福村和跃进村。